# Бар-Йосеф, Офер
Офер Бар-Йосеф (29 августа 1937 — 14 марта 2020) — израильский археолог, специализировавшийся в изучении палеолита. 
Иностранный член Национальной академии наук США (2001), член-корреспондент Британской академии (2005).

## Биография
Занимал должность профессора доисторической археологии в Еврейском университете в Иерусалиме, где он ранее, в 1960-е годы, был студентом и аспирантом. В 1988 году переехал в США, где занял должности профессора доисторической археологии в Гарвардском университете, а также куратора палеолитической археологии в музее Пибоди.
Принимал участие в многочисленных раскопках памятников Леванта, в том числе таких, как пещера Кебара, Кафзех и Хайоним, поселение раннего неолита Нетив-ха-Гдуд, палеолитических и неолитических памятников в Китае и Грузии.
Редактор журнала Eurasian Prehistory (совместно с Я. К. Козловским).

## Избранная библиография
- The Natufian Culture in the Levant (Ed), International Monographs in Prehistory, 1992.
- Late Quaternary Chronology and Paleoclimates of the Eastern Mediterranean. Radiocarbon, 1994.
- Seasonality and Sedentism: Archaeological Perspectives from Old and New World Sites, (Ed), Peabody Museum of Archaeology and Ethnology, 1998.
- (with Belfer-Cohen, A) From Africa to Eurasia — Early Dispersals. Quaternary International 75:19-28, 2001.